# Fopius bevisi
Fopius bevisi är en stekelart som först beskrevs av Charles Thomas Brues 1926.  Fopius bevisi ingår i släktet Fopius och familjen bracksteklar. Inga underarter finns listade i Catalogue of Life.